# Kaibon (Geger)
Kaibon is een bestuurslaag in het regentschap Madiun van de provincie Oost-Java, Indonesië. Kaibon telt 4448 inwoners (volkstelling 2010).